# Quora
Quora (/ˈkwɔːrə/) là một trang web hỏi đáp (Q&A) được cộng đồng người sử dụng tạo lập, trả lời, và biên tập. Công ty sở hữu trang web được thành lập vào tháng 6 năm 2009, có trụ sở tại Mountain View, California, Hoa Kỳ, còn website chính thức đi vào hoạt động từ ngày 21 tháng 6 năm 2010.
Quora tập hợp các câu hỏi và câu trả lời cho các chủ đề phát sinh trong cuộc sống hay công việc hàng ngày. Vào năm 2020, trang web thu hút 300 triệu người truy cập mỗi tháng.

## Lịch sử

### Thành lập và đặt tên
Quora được đồng sáng lập bởi các cựu nhân viên của Facebook là Adam D'Angelo và Charlie Cheever vào tháng 6 năm 2009.  Trong câu trả lời cho câu hỏi "Làm thế nào Adam D'Angelo và Charlie Cheever lại nghĩ ra cái tên Quora?" viết trên Quora vào năm 2011, Charlie Cheever nói, "Chúng tôi đã dành vài giờ động não và viết ra tất cả những ý tưởng mà chúng tôi có thể nghĩ ra. Sau khi tham khảo ý kiến của bạn bè và loại bỏ những ý tưởng mà chúng tôi không thích, số lượng lựa chọn thu hẹp xuống còn 5 hoặc 6.và chúng tôi quyết định chọn cái tên Quora."

### 2010–2013: Tăng trưởng sớm
Vào tháng 3 năm 2010, Quora, Inc. được định giá 86 triệu đô la. Quora lần đầu tiên ra mắt công chúng vào ngày 21 tháng 6 năm 2010, và được đánh giá cao về giao diện cũng như chất lượng của các câu trả lời do người dùng viết, nhiều người trong số họ đã được công nhận là chuyên gia trong lĩnh vực mà họ tham gia đóng góp. Số lượng người dùng của Quora tăng lên nhanh chóng và vào cuối tháng 12 năm 2010, trang web đã thu thập đựoc lượng khách truy cập tăng vọt gấp 5 đến 10 lần tải- nhiều đến mức ban đầu trang web gặp khó khăn trong việc xử lý lưu lượng truy cập. Cho đến năm 2018, Quora đã không hiển thị quảng cáo vì "... quảng cáo thường có thể gây nên tiêu cực đối với trải nghiệm người dùng. Không ai thích quảng cáo biểu ngữ, quảng cáo từ các công ty mờ ám hoặc quảng cáo không liên quan đến nhu cầu của họ."
Vào tháng 6 năm 2011, Quora đã thiết kế lại điều hướng và giao diện web của mình. Người đồng sáng lập Adam D'Angelo đã so sánh Quora được thiết kế lại với Wikipedia và tuyên bố rằng những thay đổi đối với trang web được thực hiện trên cơ sở những gì đã hoạt động và những gì chưa hiệu quả khi trang web đã có mức tăng trưởng chưa từng có trong sáu tháng trước đó. Vào tháng 9 năm 2012, người đồng sáng lập Charlie Cheever từ chức người đồng điều hành công ty, và giữ vai trò cố vấn trong công ty. Người đồng sáng lập khác, Adam D'Angelo, tiếp tục duy trì quyền kiểm soát phần lớn đối với công ty.
Vào tháng 1 năm 2013, Quora ra mắt nền tảng blog cho phép người dùng đăng nội dung không trả lời. Quora ra mắt tính năng tìm kiếm toàn văn các câu hỏi và câu trả lời trên trang web của mình vào ngày 20 tháng 3 năm 2013, và mở rộng tính năng này cho các thiết bị di động vào cuối tháng 5 năm 2013. Vào tháng 5 năm 2013, nó cũng đã công bố rằng các chỉ số sử dụng đã tăng gấp ba lần so với cùng thời điểm năm trước. Vào tháng 11 năm 2013, Quora đã giới thiệu một tính năng gọi là Thống kê để cho phép tất cả người dùng Quora xem thống kê tóm tắt và chi tiết về số lượng người đã xem, ủng hộ và chia sẻ câu hỏi và câu trả lời của họ. TechCrunch báo cáo rằng, mặc dù Quora không có kế hoạch kiếm tiền ngay lập tức, nhưng họ tin rằng quảng cáo có thể sẽ là nguồn thu nhập cuối cùng của họ.

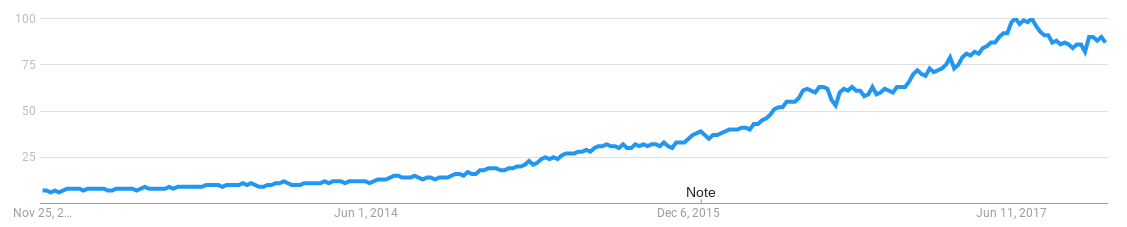
Mức độ phổ biến của Google Tìm kiếm cho Quora, 2012–2017

### 2014–2017: Tiếp tục phát triển và các tính năng mới

#### Công ty năm 2014
Quora đã phát triển thành "một Yahoo! Hỏi & Đáp có tổ chức hơn, một Reddit đẳng cấp hơn, một Wikipedia đa chiều hơn" và trở nên phổ biến trong giới công nghệ. Vào tháng 4 năm 2014, Quora đã huy động được 80 triệu đô la từ Tiger Global với mức định giá 900 triệu đô la được báo cáo.

#### Tiếp quản Nostalgic
Vào tháng 3 năm 2016, Nostalgic đã mua lại trang web cộng đồng trực tuyến Nostalgic.

#### Triển khai quảng cáo
Vào tháng 4 năm 2016, Quora bắt đầu giới thiệu quảng cáo trên trang web. Vị trí đặt quảng cáo đầu tiên mà công ty chấp nhận là từ Uber. Trong vài năm tiếp theo, trang web bắt đầu dần dần hiển thị nhiều quảng cáo hơn, nhưng vẫn duy trì nỗ lực để hạn chế số lượng quảng cáo và giữ cho những quảng cáo được hiển thị có liên quan đến người dùng nhìn thấy chúng.

#### Mở rộng đa ngôn ngữ
Vào tháng 10 năm 2016, Quora đã tung ra phiên bản tiếng Tây Ban Nha của trang web của mình trước công chúng; vào đầu năm 2017, phiên bản beta của Quora bằng tiếng Pháp đã được công bố. Vào tháng 5 năm 2017, phiên bản beta bằng tiếng Đức và tiếng Ý được giới thiệu. Vào tháng 9 năm 2017, một phiên bản beta bằng tiếng Nhật đã được tung ra. Vào tháng 4 năm 2018, phiên bản Beta bằng tiếng Hindi, tiếng Bồ Đào Nha và tiếng Indonesia đã được ra mắt. vào tháng 9 năm 2018, Quora thông báo rằng các phiên bản bổ sung bằng tiếng Bengal, Marathi, Tamil, Telugu, Phần Lan, Na Uy, Thụy Điển và Hà Lan đã được lên kế hoạch.

#### Chế độ ẩn danh
Vào ngày 9 tháng 2 năm 2017, Quora đã công bố các thay đổi đối với tính năng ẩn danh trên trang web, tách các câu hỏi và chỉnh sửa ẩn danh khỏi tài khoản. Khi hỏi hoặc trả lời ẩn danh, một liên kết chỉnh sửa ẩn danh được tạo, chỉ qua đó câu hỏi hoặc câu trả lời mới có thể được chỉnh sửa trong tương lai. Kể từ đó, bình luận ẩn danh và chuyển đổi giữa câu trả lời từ ẩn danh thành công khai là không còn khả thi nữa. Những thay đổi này có hiệu lực vào ngày 20 tháng 3 năm 2017. Người dùng có thể yêu cầu danh sách các liên kết chỉnh sửa ẩn danh cho các câu hỏi và câu trả lời ẩn danh hiện có của họ cho đến lúc đó.

#### Tài trợ Series D 2017
Vào tháng 4 năm 2017, Quora tuyên bố có 190 triệu người truy cập hàng tháng, tăng từ 100 triệu so với một năm trước đó. Cùng tháng đó, Quora được cho là đã nhận được tài trợ Series D với mức định giá 1,8 tỷ đô la.

### 2018 – nay: Tăng trưởng hơn nữa và tấn công dữ liệu
Vào tháng 9 năm 2018, Quora báo cáo rằng họ đã nhận được 300 triệu lượt truy cập mỗi tháng. Mặc dù có số lượng lớn người dùng đã đăng ký, Quora không có cùng mức độ thống trị văn hóa chính thống như các trang như Twitter, vào thời điểm đó, có khoảng 326 triệu người đăng ký. Điều này có thể là do một số lượng lớn người dùng đã đăng ký trên trang web không sử dụng nó thường xuyên và nhiều người thậm chí không biết họ có tài khoản vì họ đã vô tình tạo chúng thông qua các trang web truyền thông xã hội khác được liên kết với Quora hoặc đã tạo ra chúng nhiều năm trước đó và bị lãng quên về chúng. Quora sử dụng cửa sổ bật lên và quảng cáo xen kẽ để buộc người dùng đăng nhập hoặc đăng ký trước khi họ có thể xem thêm nội dung, tương tự như tường phí được đo lường.
Vào tháng 12 năm 2018, Quora thông báo rằng khoảng 100 triệu tài khoản người dùng đã bị ảnh hưởng do tấn công dữ liệu. Thông tin bị tấn công bao gồm tên người dùng, địa chỉ email, mật khẩu được mã hóa, dữ liệu từ các mạng xã hội như Facebook và Twitter nếu mọi người chọn liên kết họ với tài khoản Quora của họ, câu hỏi họ đã hỏi và câu trả lời họ đã viết. Adam D'Angelo tuyên bố, "Phần lớn nội dung được truy cập đã được công khai trên Quora, nhưng việc xâm phạm tài khoản và thông tin cá nhân khác là nghiêm trọng."
Đến tháng 5 năm 2019, Quora được định giá 2 tỷ đô la với tư cách là một công ty và đang hoàn tất vòng đầu tư 60 triệu đô la, được dẫn dắt bởi Valor Equity Partners, một công ty cổ phần tư nhân có quan hệ với Tesla, Inc. và SpaceX. Mặc dù vậy, trang web vẫn hiển thị rất ít quảng cáo so với các trang khác cùng loại và công ty vẫn đang vật lộn để thu lợi nhuận, chỉ đạt doanh thu 20 triệu đô la trong năm 2018. Một số nhà đầu tư đã thông qua cơ hội đầu tư vào Quora, với lý do "thành tích kém trong việc thực sự kiếm tiền" của công ty. Schleifer đã mô tả sự khác biệt giữa định giá của Quora với tư cách là một công ty và lợi nhuận thực tế của nó do "định giá cao cho hầu hết mọi thứ ngày nay trong lĩnh vực công nghệ".
Vào tháng 12 năm 2019, Quora thông báo rằng họ sẽ mở văn phòng kỹ thuật quốc tế đầu tiên tại Vancouver, nơi sẽ giải quyết vấn đề máy học và các chức năng kỹ thuật khác.  Cùng tháng đó, Quora ra mắt phiên bản tiếng Ả Rập, tiếng Gujarati, tiếng Do Thái, tiếng Kannada, tiếng Malayalam và tiếng Telugu.
Vào tháng 6 năm 2020, do hậu quả của đại dịch COVID-19 và phản ứng của nhân viên đối với việc làm tại nhà trong thời gian tạm trú tại chỗ,  Adam D'Angelo thông báo rằng Quora sẽ lựa chọn "từ xa trước tiên", có nghĩa là hầu hết nhân viên sẽ không phải đến vào văn phòng sau khi việc cách ly xã hội kết thúc.